# Teža
Téža (navadno se označuje s Fg) je sila, s katero Zemlja zaradi težnosti privlači vsako telo z od nič različno maso. Teža je enaka zmnožku mase m in težnega pospeška g:
{\displaystyle \mathbf {F} _{g}=m\mathbf {g} \!\,.}
Teža je vektorska količina in kaže v smeri proti središču Zemlje, kar na Zemljinem površju pomeni navpično navzdol. To velja, če se Zemlja obravnava kot krogla. Če se obravnava kot elipsoid, je gladina oceanov pravokotna na težo in ta ne kaže povsod proti središču. V središče kaže samo na obeh polih in na ekvatorju. Pri idealnem elipsoidu je težni pospešek povsod enak in povsod kaže pri središču Zemlje. Težnosti prispeva še vpliv vrtenja Zemlje in je elipsoid rotacijski (sferoid), kjer rezultanta teže in težnosti ne kaže povsod v središče.
Mednarodni sistem enot predpisuje za težo sestavljeno enoto newton; ponekod sta v rabi starejši enoti pond in kilopond.
Težo se določi s tehtnico.